# Adana Demirspor Kulübü
O Adana Demirspor Kulübü (mais conhecido como Adana Demirspor) é um clube profissional de futebol e polo aquático turco com sede na cidade de Adana, capital da província homônima, fundado em 28 de dezembro de 1940. Pelo futebol, disputa atualmente a Süper Lig.
Suas cores oficiais são o azul e o branco, embora utilize ocasionalmente um uniforme alternativo de cor cinza. Atualmente, desde 2021 manda seus jogos no recém-construído Novo Estádio de Adana, com capacidade para 33 543 espectadores.

## História

Emblema do clube nos anos 1970

Fundado em 1940 por trabalhadores da Türkiye Cumhuriyeti Devlet Demiryolları (em português, Ferrovias Estatais da República da Turquia), empresa pública turca de transporte ferroviário, o clube experimentou logo em suas primeiras três décadas de história um sucesso repentino nas ligas de futebol de Adana e também nas competições nacionais de polo aquático em tal ponto que logo consolidou uma grande massa de torcedores e simpatizantes do clube, compostas majoritariamente por trabalhadores urbanos e proprietários de terras, que passaram a investir fortemente no clube, tornando-se o primeiro de Adana a ingressar na Süper Lig, competição profissional de futebol de abrangência nacional oficialmente organizada pela Federação Turca de Futebol. 
Na temporada 2020–21, o clube sagrou-se campeão da TFF 1. Lig e assegurou seu retorno à Süper Lig para a temporada 2021–22 após 27 anos de sua última participação na divisão máxima do futebol turco, ocorrida na temporada 1994–95.

## Rivalidade
Em contraposição à este claro domínio do Adana Demirspor sobre as competições esportivas locais, comerciantes e artesãos de classe média de Adana fundaram em 1954 o Adanaspor como forma de competir pelo apoio dos habitantes locais, aflorando a partir daí uma grande rivalidade entre ambas as agremiações esportivas que dividem a cidade quando disputam o Derby de Adana.
O primeiro confronto entre os clubes ocorreu em 1956 e foi justamente o placar mais elástico observado na história do Derby: 7–0 para o Adana Demirspor. Entretanto, ao longo dos anos, foi o Adanaspor quem passou a dominar o retrospecto do clássico e também a obter maiores façanhas dentro do clássico turco. Das 64 partidas disputadas, o Adanaspor venceu 22, o Adana Demirspor venceu 18 e houve 24 empates entre as equipes.
O clube também possuía rivalidade regional com o Mersin İ.Y. até a extinção do mesmo.

## Torcida
O Adana Demirspor conta com uma das mais apaixonadas legiões de torcedores da Turquia. O clube não conquistou nenhum título importante nos últimos 30 anos e a colocação mais alta que o clube alcançou na Primeira Divisão Turca foi um 6º lugar na temporada 1981–82. Encontra-se afastado da divisão máxima do futebol turco há mais de 25 anos, jamais disputou competições continentais europeias, nunca obteve o mesmo sucesso de seu arquirrival, o Adanaspor, sendo superado no retrospecto dos confrontos pelo Dérbi de Adana e mesmo assim, têm obtido um aumento constante no número de torcedores a cada década. Tal fenômeno tem sido atribuído ao fato de que sua sólida base de torcedores é composta por trabalhadores que por se verem como os verdadeiros proprietários do clube, visto que o mantiveram financeiramente desde sempre, tornaram-no como um clube corporativo pertencente à uma comunidade específica: a dos trabalhadores ferroviários. Parte significativa dos torcedores é politicamente alinhada à esquerda, sendo geralmente bastante críticos à atuação dos dirigentes do clube, que são pejorativamente taxados de agentes financeiros que vivem às custas do clube.

## Títulos

### Futebol

#### Era amadora
Campeonato da Turquia (1): 1954 
Liga de Futebol de Adana (16): 1942–43, 1943–44, 1944–45, 1945–46, 1946–47, 1947–48, 1948–49, 1949–50, 1950–51, 1951–52, 1952–53, 1953–54, 1954–55, 1956–57, 1957–58 e 1958–59

#### Era profissional
- Segunda Divisão Turca (4): 1972–73, 1986–87, 1990–91 e 2020–21
- Quarta Divisão Turca (1): 2000–01

##### Campanhas de Destaque
- Vice–Campeão da Copa da Turquia (1): 1977–78
- 6ª Colocação na Primeira Divisão Turca (1): 1981–82
- Vencedor dos Playoffs da Segunda Divisão Turca (1): 1993–94
- Vencedor dos Playoffs da Terceira Divisão Turca (2): 2001–02 e 2011–12

### Polo aquático
- Liga Turca de Polo Aquático (21): 1942, 1943, 1944, 1945, 1946, 1947, 1948, 1949, 1950, 1951, 1952, 1953, 1954, 1956, 1958, 1959, 1960, 1962, 1963, 1964 e 1965